# Brand-Erbisdorf
Brand-Erbisdorf település Németországban, azon belül Szászország tartományban. Lakosainak száma 8908 fő (2023. december 31.).

## Népesség
A település népességének változása:
| Lakosok száma | 11 284 | 9544 | 9452 | 9059 | 9010 | 8908 |
|               | 2013   | 2017 | 2019 | 2021 | 2022 | 2023 |